# Quercus lobata
Quercus lobata Née – gatunek roślin z rodziny bukowatych (Fagaceae Dumort.). Występuje naturalnie w południowo-zachodnich Stanach Zjednoczonych – w Kalifornii. 

## Morfologia

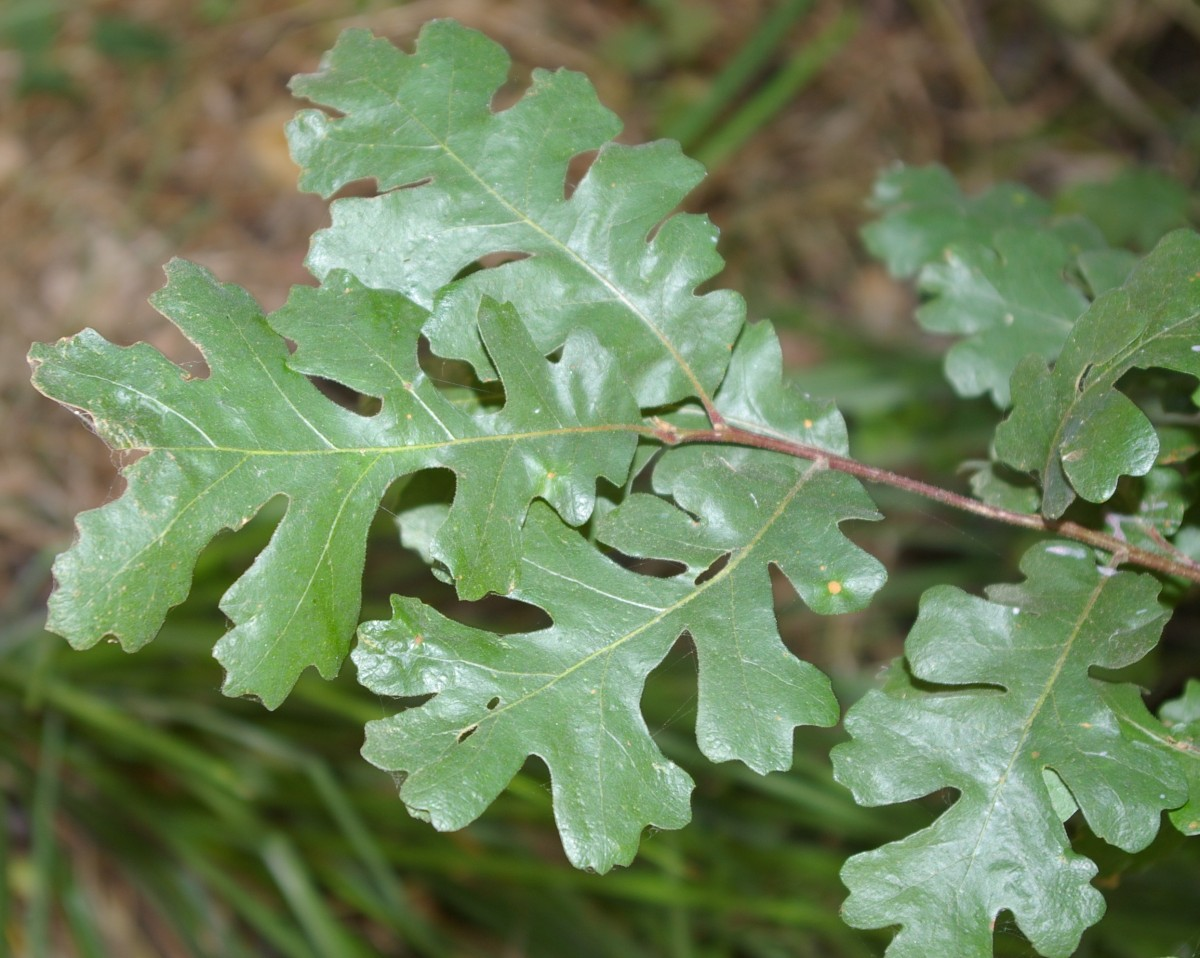
Liście

PokrójZrzucające liście drzewo dorastające do 25 m wysokości. Kora jest łuszcząca się i ma szarą barwę.
LiścieBlaszka liściowa ma kształt od odwrotnie jajowatego do eliptycznego. Mierzy 5–10 cm długości oraz 3–6 cm szerokości, jest podługowato klapowana na brzegu, ma nasadę od klinowej do zaokrąglonej i zaokrąglony wierzchołek. Ogonek liściowy jest nagi i ma 5–12 mm długości.
OwoceOrzechy zwane żołędziami o kształcie od podługowatego do wrzecionowatego, dorastają do 30–60 mm długości i 15–25 mm średnicy. Osadzone są pojedynczo w miseczkach o półkulistym kształcie lub w formie kubka, które mierzą 10–30 mm długości i 14–30 mm średnicy. Orzechy otulone są w miseczkach do 25–50% ich długości.

## Biologia i ekologia
Rośnie w widnych lasach, chaparralu, na łąkach oraz sawannach. Występuje na wysokości do 1700 m n.p.m.a